# Terremoto de Colima de 1816
El Terremoto de Colima de 1816 ocurrió el 31 de mayo de 1816, y los resultados del mismo tuvieron muy fuertes efectos sobre los estados mexicanos de Jalisco y Colima, tuvo una magnitud entre 7.4 y 7.6.

### Ciudad de México
```
provocó serios daños en los 
acueductos
, 
cañerías
, 
puentes
, edificios públicos y religiosos de la 
Ciudad de México
. 
```

### Colima
Este temblor motivó a al párroco de la ciudad de Colima a escribir: “Este es el más espantoso que registra la historia de Colima. Murieron más de 80 personas y hubo 72 heridos. Se dice que no quedó casa alguna habitable en la villa de Colima y en el pueblo de San Francisco Almoloyan." Por tal motivo, José Eugenio Bravo propuso mudar la ciudad a terrenos más seguros, lo cual nunca se hizo, los 10 municipios quedaron devastados y gracias a este terremoto dejó a Colima sin nada.

### Jalisco
El sismo destrozó pueblos y comunidades de la costa sur Jalisciense, las más afectadas fueron Autlán de Navarro y El Grullo.